# Yogyakarta
Yogyakarta (frühere niederländische Schreibweise Djokjakarta) ist neben Kutei eines von zwei verbliebenen Sultanaten Indonesiens.

## Geographie
Die Sonderregion Yogyakarta liegt an der Südküste der Insel Java. Sie erstreckt sich zwischen 7°33′ und 8°12′ s. Br. sowie zwischen 110°00′ und 110°50′ ö. L. und wird von der Provinz Zentraljava „eingeschlossen“ (von den Regierungsbezirken Purworejo, Magelang, Klaten, Sukoharjo und Wonogiri). Die Küstenlinie zum Indischen Ozean ist etwa 160 km lang.
Hauptstadt ist die gleichnamige Großstadt Yogyakarta, etwa 415 km (Luftlinie) bzw. 515 km (Fahrstrecke) südöstlich von der Landeshauptstadt Jakarta gelegen.

### Verwaltungsgliederung
Die Verwaltungseinheit besitzt beschränkte Autonomie und trägt daher den Namen Daerah Istimewa Yogyakarta (DIY) – Sonderregion Yogyakarta. Yogyakarta ist neben der Provinz Aceh die einzige Provinz dieser Art in Indonesien.
| PUM- Code 1 | Wappen                              | Regierungsbezirk/Stadt Kabupaten/Kota | Verwaltungssitz Ibu Kota            | Lage                                | Anzahl der Verwaltungseinheiten | Anzahl der Verwaltungseinheiten | 0Fläche0 [km²] | Daten zum Census 2020 | Daten zum Census 2020  | Daten zum Census 2020 |
| PUM- Code 1 | Wappen                              | Regierungsbezirk/Stadt Kabupaten/Kota | Verwaltungssitz Ibu Kota            | Lage                                | Distrikte Kecamatan             | Gemeinden Desa/ Kelurahan       | 0Fläche0 [km²] | Bevölkerung 2         | Bevölke- rungsdichte 3 | Sex Ratio 4 (M/F)     |
| ----------- | ----------------------------------- | ------------------------------------- | ----------------------------------- | ----------------------------------- | ------------------------------- | ------------------------------- | -------------- | --------------------- | ---------------------- | --------------------- |
| 34.01       |                                     | Kab. Kulon Progo                      | Wates                               |                                     | 12                              | 88                              | 586,28         | 436.395               | 744,35                 | 98,16                 |
| 34.02       |                                     | Kab. Bantul                           | Bantul                              |                                     | 17                              | 75                              | 508,13         | 985.770               | 1.940,00               | 99,25                 |
| 34.03       |                                     | Kab. Gunungkidul                      | Wonosari                            |                                     | 18                              | 144                             | 1.431,42       | 747.161               | 521,97                 | 97,75                 |
| 34.04       |                                     | Kab. Sleman                           | Sleman                              |                                     | 17                              | 86                              | 574,82         | 1.125.804             | 1.958,53               | 98,76                 |
| 34.71       |                                     | Kota Yogyakarta                       | Yogyakarta                          |                                     | 14                              | 45                              | 32,50          | 373.589               | 11.495,05              | 95,01                 |
| 34          | Provinsi Daerah Istimewa Yogyakarta | Provinsi Daerah Istimewa Yogyakarta   | Provinsi Daerah Istimewa Yogyakarta | Provinsi Daerah Istimewa Yogyakarta | 78                              | 438                             | 3.133,15       | 3.668.719             | 1.170,94               | 98,22                 |

### Verwaltungskarten

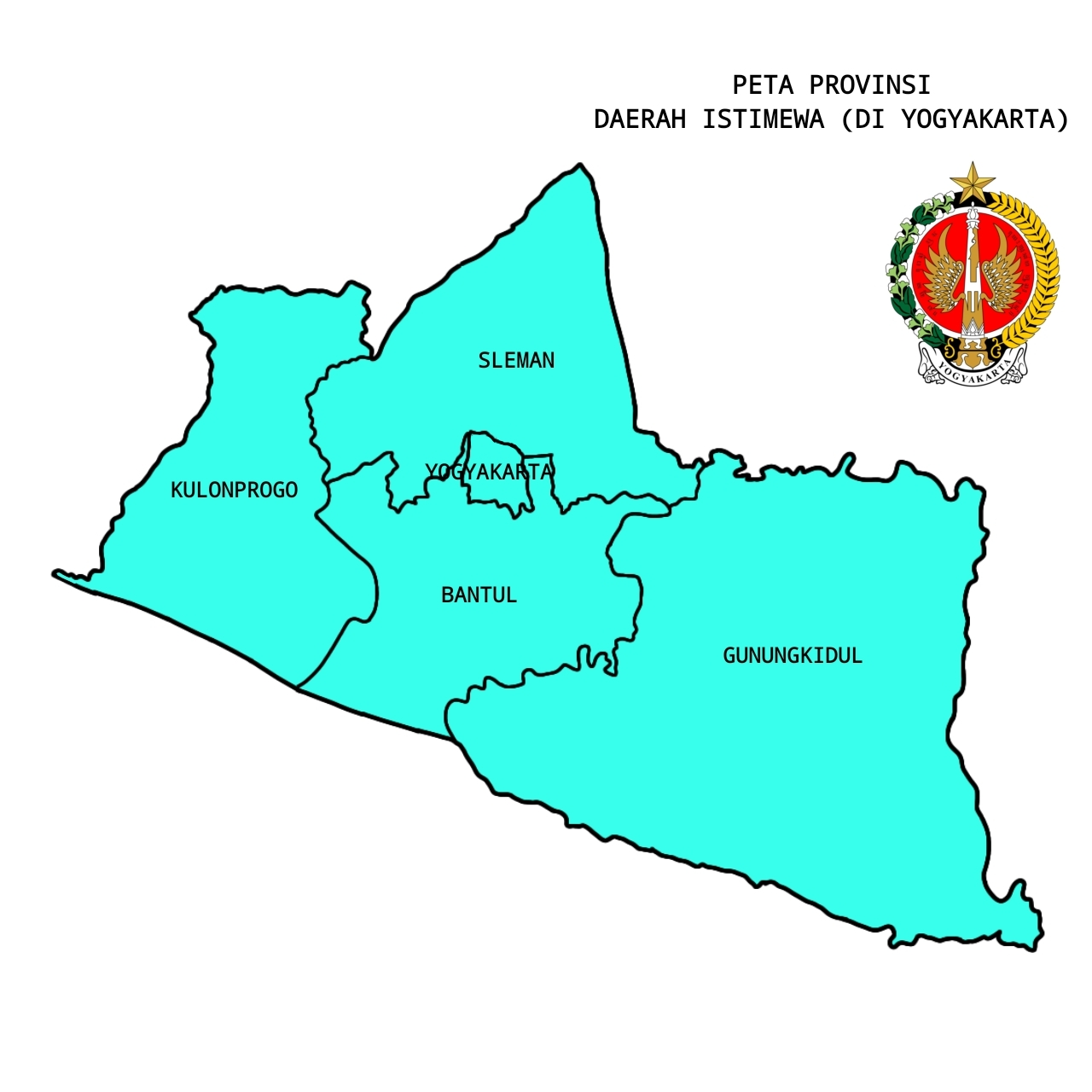
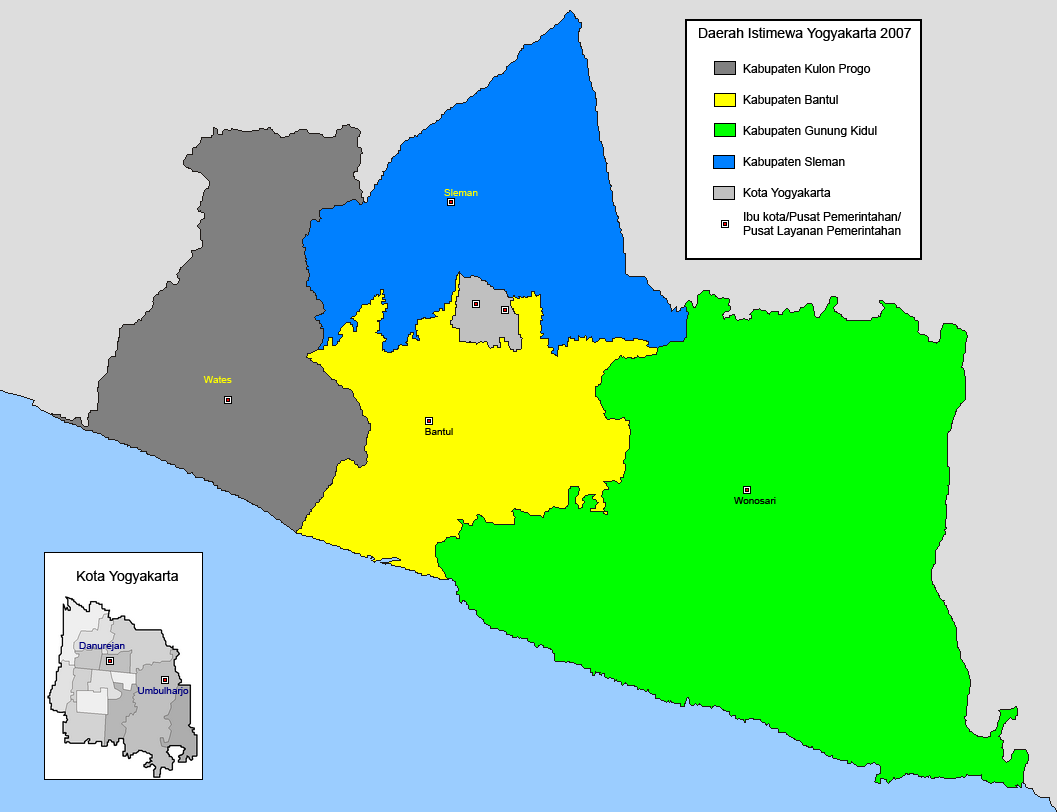
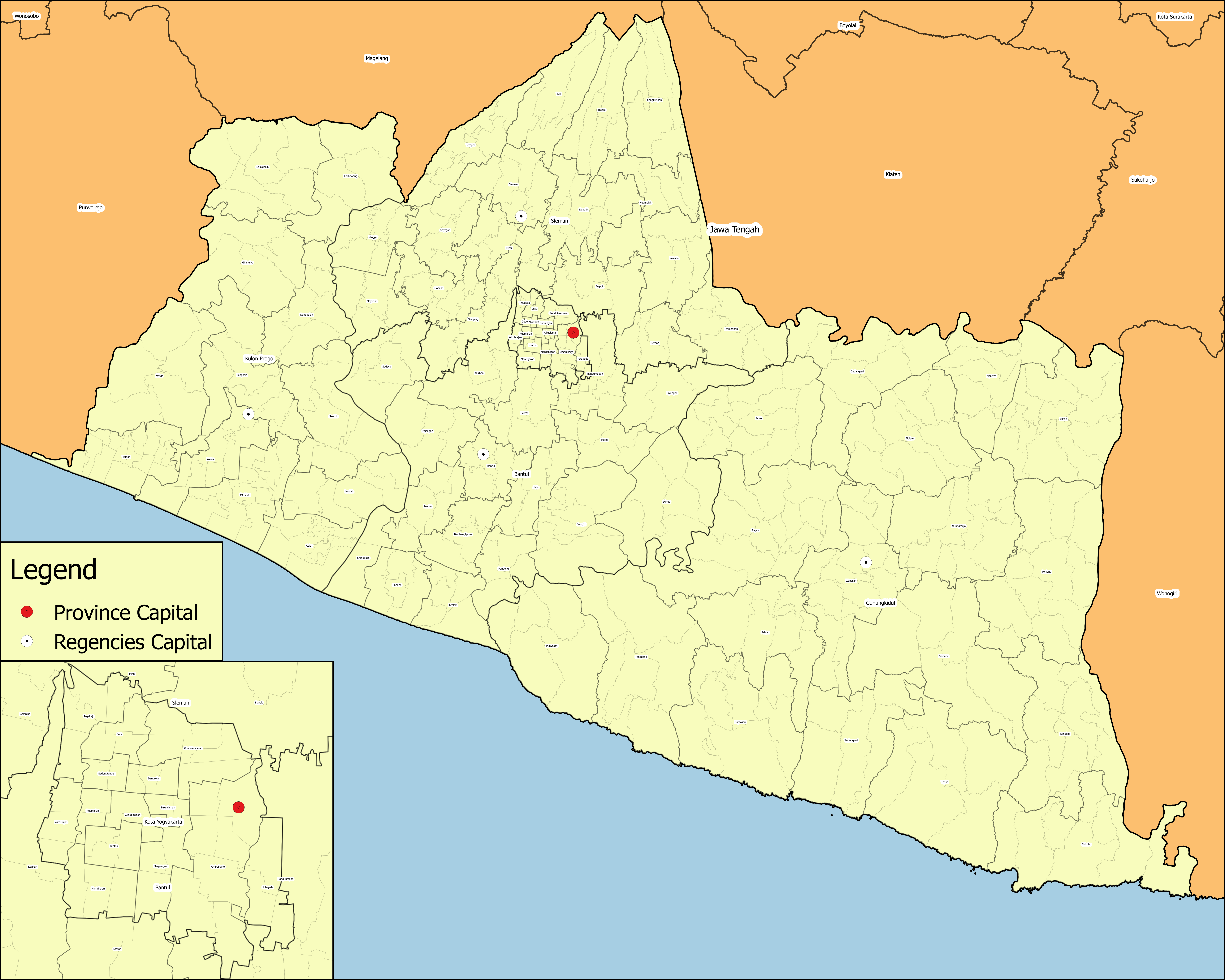

## Demographie
Zur Volkszählung im September 2020 lebten in der Sonderregion 3.668.719 Menschen, davon 1.850.792 Frauen (50,45 %) und 1.817.927 Männer (49,55 %). Gegenüber dem letzten Census (2010) sank der Frauenanteil um 0,12 Prozent. 68,78 % (2.523.225 Personen) gehörten 2020 zur erwerbsfähigen Bevölkerung; 20,41 % waren Kinder (bis 14 Jahre) und 10,81 % im Rentenalter (ab 65 Jahren).

### Ergebnisse der sieben Volkszählungen bis 2020
| Region           | 1961      | 1971      | 1980      | 1990      | 2000      | 2010      | 2020      |
| ---------------- | --------- | --------- | --------- | --------- | --------- | --------- | --------- |
| Kab. Kulon Progo | 337.127   | 370.629   | 380.685   | 372.309   | 370.944   | 388.869   | 436.395   |
| Kab. Bantul      | 499.163   | 568.627   | 634.442   | 696.905   | 781.013   | 911.503   | 985.770   |
| Kab. Gunungkidol | 571.823   | 619.117   | 659.486   | 651.004   | 670.433   | 675.382   | 747.161   |
| Kab. Sleman      | 516.653   | 588.313   | 677.323   | 780.334   | 901.377   | 1.093.110 | 1.125.804 |
| Kota Yogyakarta  | 306.296   | 340.491   | 398.089   | 412.059   | 396.711   | 388.627   | 373.589   |
| D.I.Yogyakarta   | 2.231.062 | 2.487.177 | 2.750.025 | 2.912.611 | 3.120.478 | 3.457.491 | 3.668.719 |

Datenquelle: Penduduk Kabupaten ... Hasil Sensus Penduduk 1961–2020

### Religion und Familienstand
Nahezu 93 % der Einwohner von Yogyakarta sind sunnitische Muslime:
| Religion        | Anteil (%) |
| --------------- | ---------- |
| Islam           | 92,92      |
| Ev.-Lutherisch  | 2,42       |
| Röm.-Katholisch | 4,47       |
| Hinduismus      | 0,09       |
| Buddhismus      | 0,08       |
| Konfuzismus     | 0,00       |
| sonstige        | 0,01       |

| Bevölkerungsgruppe | A l l e     | ab 10 Jahre |
| Familienstand      | Anteil in % | Anteil in % |
| ------------------ | ----------- | ----------- |
| Ledig              | 40,46       | 31,77       |
| Verheiratet        | 51,48       | 58,99       |
| Geschieden         | 1,81        | 2,07        |
| Verwitwet          | 6,25        | 7,17        |

## Tourismus

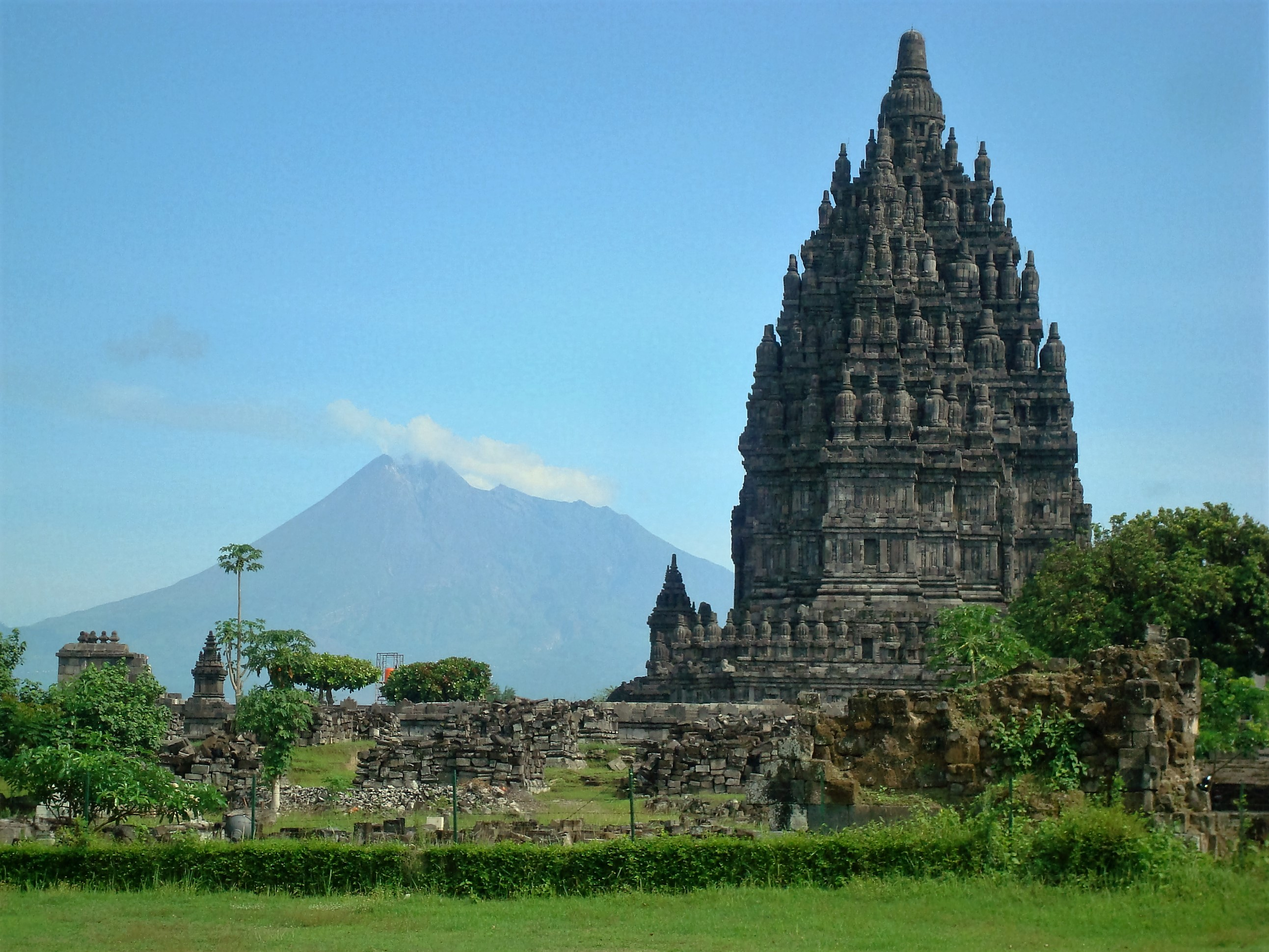
Prambanan mit Merapi im Hintergrund

Yogyakarta ist ein national und international beliebtes Tourismusziel. Eine Ursache dafür ist die geschichtliche und kulturelle Bedeutung der Region. Der Reiz der Sonderregion als Tourismusregion, vor allem für einheimische Touristen, liegt in der traditionellen Lebensweise der Einwohner der Region und den Mythen, die sich auch zum Teil um den Vulkan Merapi, einen der aktivsten Vulkane Indonesiens und um den Strand von Parangtritis im Süden Yogyas ranken.
Die historische und kulturelle Bedeutung der Region ist bis in die heutige Zeit anhand jahrhundertealter Tempelanlagen verschiedener Religionsströmungen sichtbar, die den Archipel nachhaltig beeinflussten. Hierzu zählen der Candi Borobudur, eine weltberühmte eindrucksvolle buddhistische Tempelanlage und der Candi Prambanan, eine große hinduistische Tempelanlage. Beide Tempel gehören zum Welterbe in Indonesien.
In der historischen Stadtmitte steht der Kraton der herrschenden Hamengkubuwono-Dynastie, der für Besucher geöffnet ist. Die Altstadt wurde 2017 von Indonesien auf die Tentativliste für das UNESCO-Welterbe gesetzt.

## Geschichte

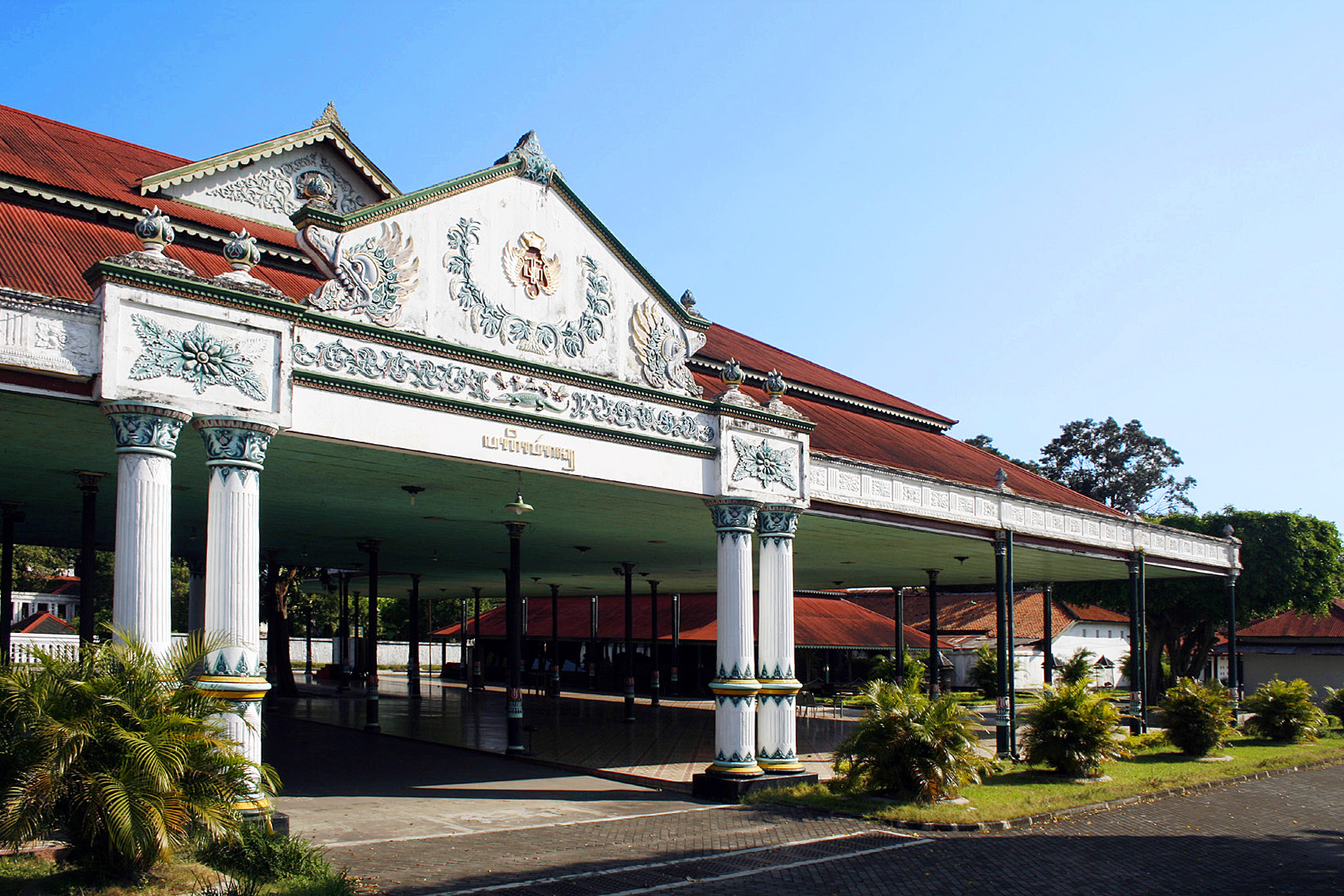
Vorhalle des Kraton von Yogyakarta

Das Sultanat Yogyakarta ging am 13. Februar 1755 aus dem Reich von Mataram hervor, dessen westliche Hälfte es bildete. Mataram hatte seit dem 16. Jahrhundert über fast ganz Java geherrscht und stand unter einem sogenannten Kaiser von Java. Die Niederländische Ostindien-Kompanie (VOC) erkannte das Sultanat an, behielt sich aber das Recht vor, jeden neuen Sultan zu bestätigen. 1812, während der Zwischenherrschaft der Engländer, wurde von Sir Stamford Raffles ein Traktat mit dem Kaiser von Surakarta und dem Sultan von Yogyakarta geschlossen, wobei beide Fürsten einen Teil ihres Gebietes an die Engländer abgeben mussten. Nach Beendigung des Krieges 1825 verlor Yogyakarta die Residentschaften Bagalen und Banjumas.
In den Jahren des Unabhängigkeitskrieges Indonesiens (1945–1949) wurde die Hauptstadt zeitweise nach Yogyakarta verlegt, da Jakarta (damals „Batavia“) von den Niederländern besetzt war. Sultan Hamengkubuwono IX. (1912–1988), der schon während des Unabhängigkeitskrieges als einer der wenigen Feudalherrscher mit der indonesischen Unabhängigkeitsbewegung kooperiert hatte, erklärte sein Reich 1950 zu einem Teil Indonesiens und erhielt dafür die lebenslange Regentschaft. Yogyakarta wurde zu einer Sonderzone erklärt, in der der Sultan automatisch die Funktion des sonst einer indonesischen Provinz vorstehenden Gouverneurs innehat. Das Sultanat Yogyakarta ist damit das einzige noch politisch existente Sultanat in der Republik Indonesien. Seit dem 7. März 1989 herrscht Sultan Hamengkubuwono X.

## Sonstiges

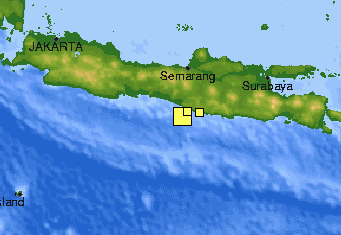
Epizentren der Erdstöße am 27. Mai 2006

Das Epizentrum des Erdbebens von Yogyakarta am 27. Mai 2006 05:54 Uhr Ortszeit mit der Momenten-Magnitude 6,3 MW lag wenige Kilometer südöstlich der Stadt Yogyakarta; dabei wurden über 5700 Menschen getötet und weitere Tausende verletzt. Die große Opferzahl ist auf die geringe Qualität der Wohnbauten und die Verstärkung der seismischen Energie in den lockeren Sedimenten des Untergrunds zurückzuführen.

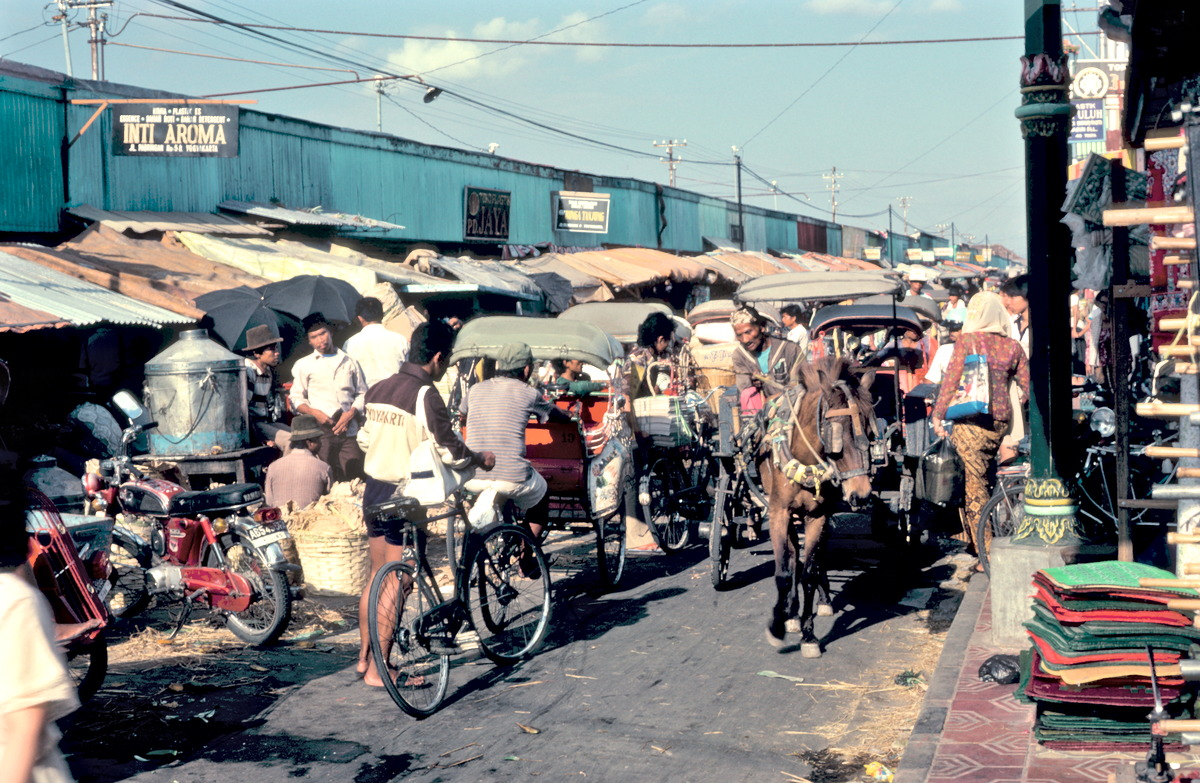
Basar in Yogyakarta (1985)
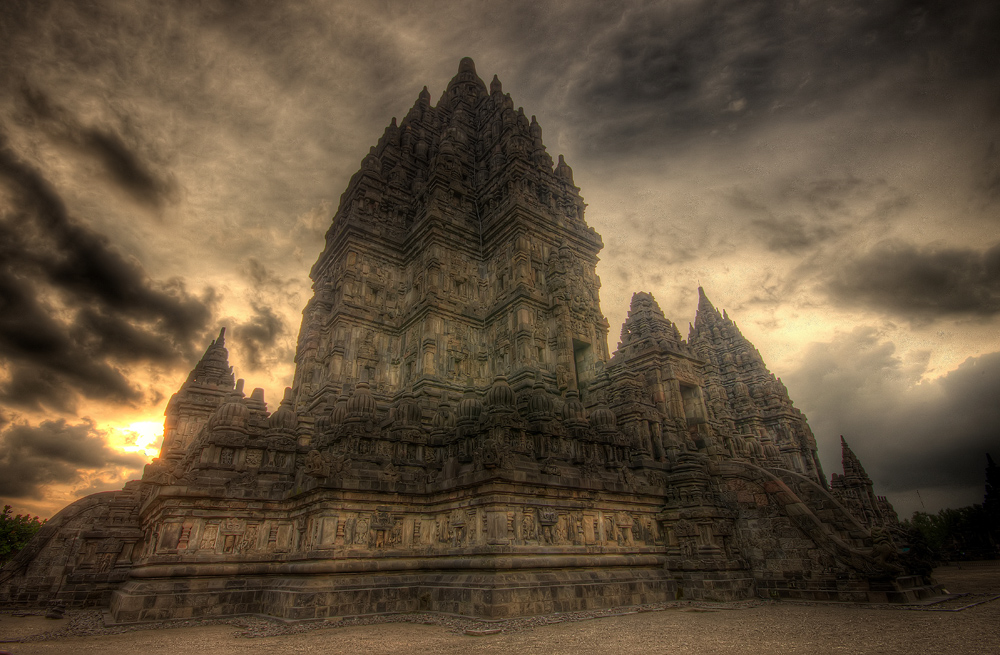
Der Temple in Prambanan (HDR)
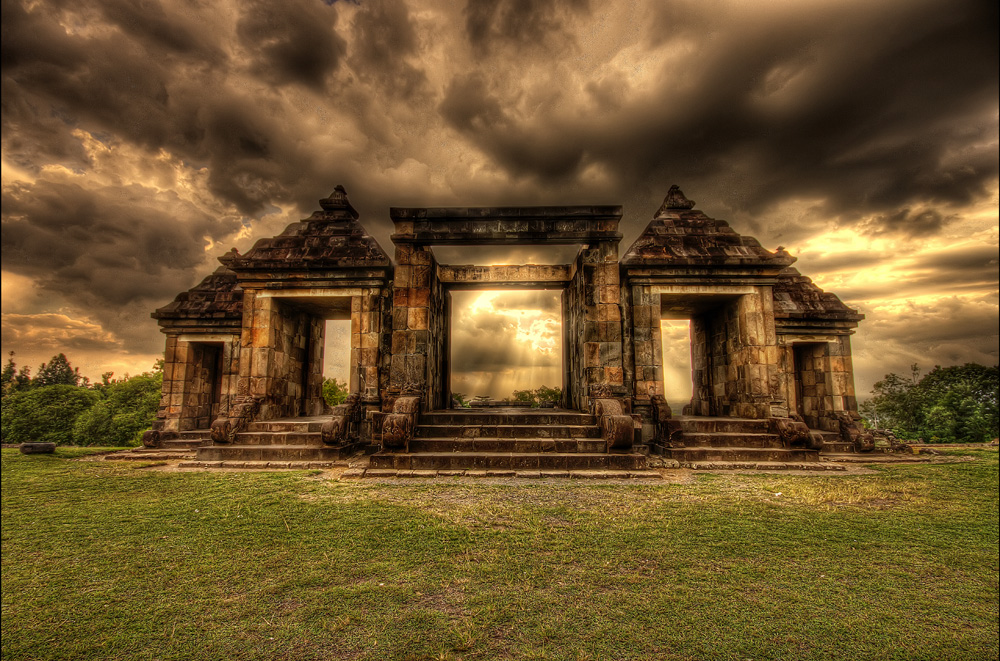
Der Tempel Ratu Boko (HDR)
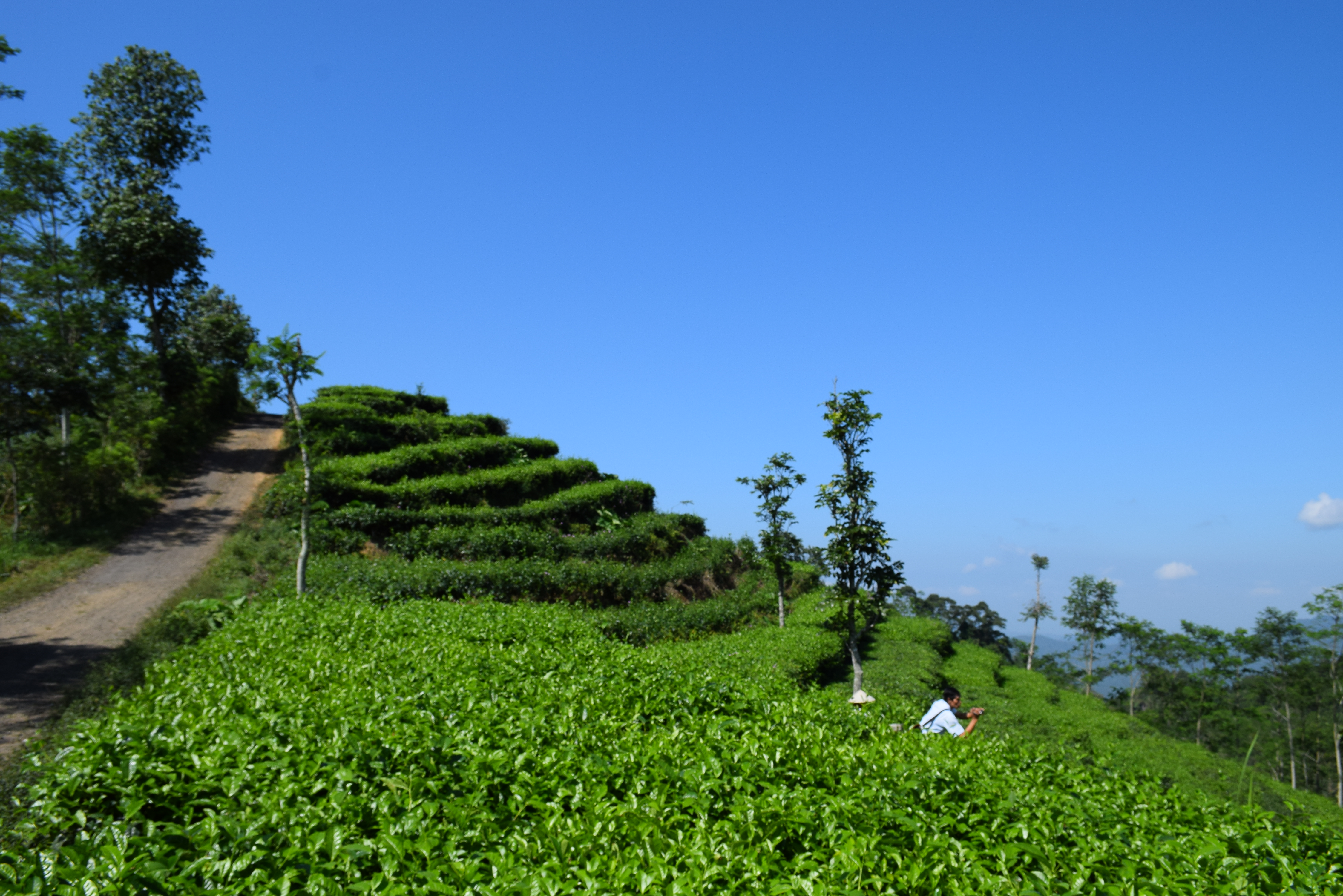
Teeplantage nahe Borobudur
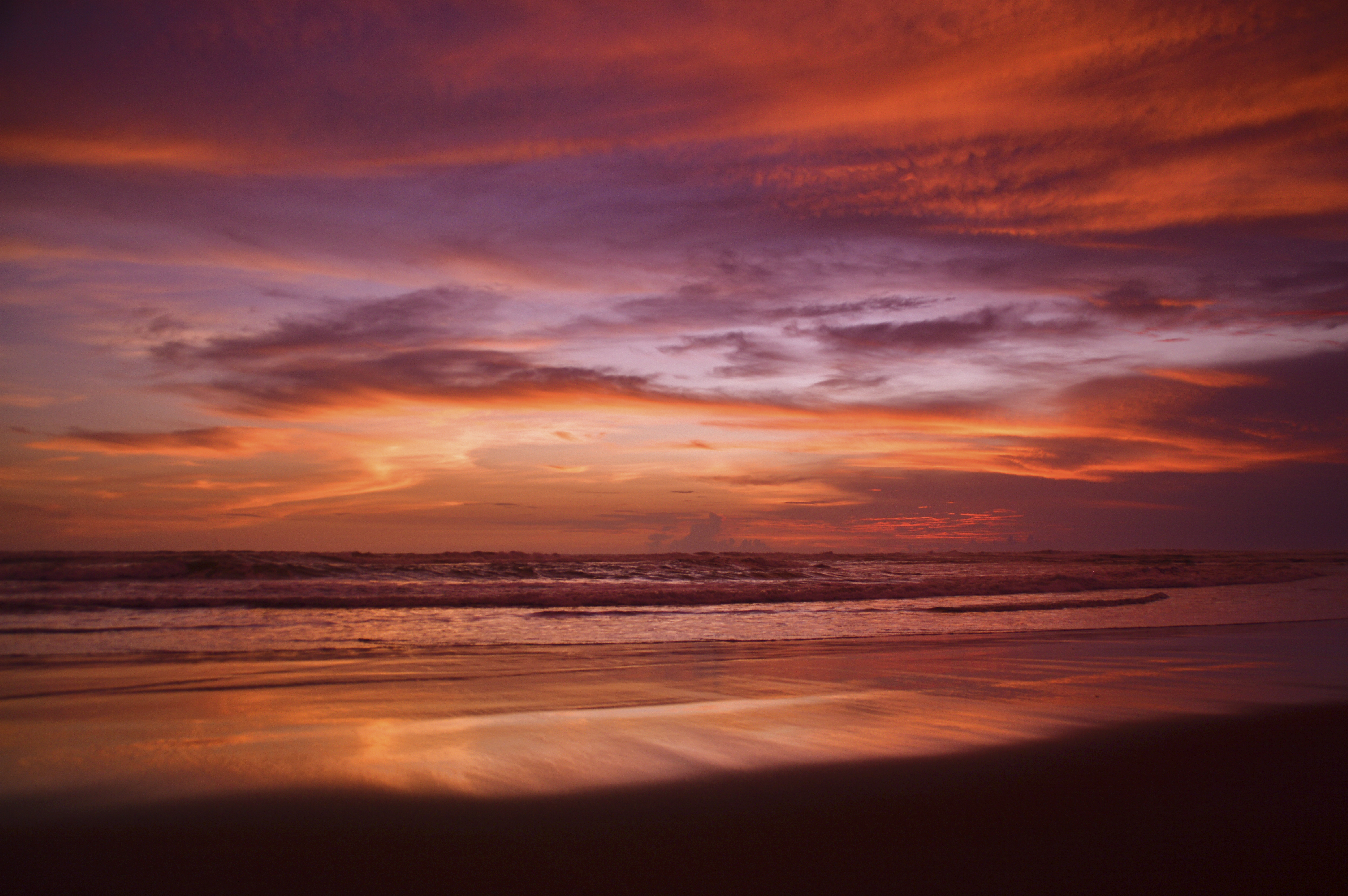
Sonnenuntergang am Indischen Ozean

## Persönlichkeiten
- Abdullah Mahmud Hendropriyono (* 1945), General, Chef des Nachrichtendienstes und Minister
- Anny Ratnawati (* 1962), Agrarökonomin
- Nanik Wenten, Tänzerin, Choreographin und Tanzpädagogin